# Eunice aphroditois
Eunice aphroditois je mořský dravý červ z kmene kroužkovců, náležící do třídy mnohoštětinatců, dorůstající do délky až tří metrů. Žije v norách na mořském dně a jen jeho nepatrná část vyčnívá nade dnem, číhající na kořist.

## Etymologie
Jeho latinský název je odvozen ode jména řecké bohyně lásky a krásy Afrodity. V angličtině se tomuto červu říká 'Bobbit worm', odkazuje tak svým názvem na skutečnou nešťastnou událost, při které Američanka Lorena Bobbit uřízla svému partneru Johnovi penis.

## Výskyt
Jeho výskyt je doložen v Indickém oceánu, např. v oblasti okolo Srí Lanky.